# Carolina Krafzik
Carolina Krafzik (* 27. März 1995 in Niefern-Öschelbronn, Baden-Württemberg) ist eine ehemalige deutsche Leichtathletin, die sich auf den 400-Meter-Hürdenlauf spezialisiert hatte. Zuvor konkurrierte sie auf kürzeren Distanzen. Sie lief auch Sprints zwischen 200 und 400 Metern und trat auch in der Staffel des VfL Sindelfingen an.

## Berufsweg
Krafzik studierte an der PH Ludwigsburg Deutsch und Sport auf Lehramt und begann im Februar 2020 ein Referendariat an einer Grundschule.

## Sportliche Karriere
Carolina Krafzik kommt aus einem sportaffinen Elternhaus: Ihre Mutter ist als Trainerin aktiv, ihr Vater war aktiver Leichtathlet.
Krafzik war zunächst auf kürzeren Strecken unterwegs. Auf Anraten ihres Trainers, der erkannt hatte, dass sie einem langen Schritt folgt, stieg sie auf die volle Stadionrunde mit Hürden um. Umgehend stellten sich Erfolge ein.
2018 wurde sie bei den Deutschen Hochschulhallenmeisterschaften Vizemeisterin über die 60 Meter Hürden und auf den 200 Metern. Bei den Deutschen Hallenmeisterschaften belegte Krafzik den 6. Platz auf der 200-Meter-Distanz und über die 60 Meter Hürden den 14. Rang. Auf der Stadionrunde ohne Hürden wurde sie Deutsche Hochschulvizemeisterin, und mit Hürden holte sie bei den Deutschen Meisterschaften Bronze.
2019 kam Krafzik über die 400 Meter bei den Deutschen Hallenmeisterschaften mit persönlicher Bestleistung von 54,51 s auf den 6. Platz, holte bei den Deutschen Hochschulmeisterschaften Bronze und wurde mit persönlicher Bestleistung von 55,64 s Deutsche Meisterin. Ihr Debüt im Nationaltrikot hatte Krafzik bei den Weltmeisterschaften in Doha (Katar), wo sie das Halbfinale erreichte.
2020 konnte sie in der wegen der COVID-19-Pandemie spät gestarteten Saison ihren Titel über 400 Meter Hürden bei den Deutschen Meisterschaften in Braunschweig verteidigen. 2021 holte Krafzik bei den Deutschen Meisterschaften ihr drittes Gold in Folge über die Stadionrunde mit persönlicher Bestzeit von 54,89 s und erfüllte mit dieser Zeit auch die Norm für die Olympischen Spiele in Tokio. Dort belegte sie in ihrem Halbfinallauf den vierten Platz. Bei den Europameisterschaften 2022 erreichte sie den Finallauf, in dem sie den 8. Platz belegte. Im Vorlauf hatte sie mit 54,32 s eine neue persönliche Bestleistung aufgestellt; mit dieser Zeit hätte sie im Finale eine Medaille gewonnen.
2023 gewann sie in 54,47 s den 400-Meter-Hürdenlauf bei der Team-Europameisterschaft im Rahmen der Europaspiele.
Krafzik war im Perspektivkader des Deutschen Leichtathletik-Verbandes (DLV). Im August 2024 beendete sie ihre Karriere.

## Bestleistungen
(Stand: 17. August 2022)
Halle
- 60 m: 7,85 s, Sindelfingen, 21. Januar 2017
- 200 m: 24,51 s, Sindelfingen, 19. Januar 2019
- 400 m: 54,51 s, Leipzig, 16. Februar 2019
- 60 m Hürden: 8,55 s, Sindelfingen, 11. Februar 2018
- 4 × 200 m: 1:38,82 min, Sindelfingen, 26. Januar 2019

Freiluft
- 200 m: 23,47 s (+1,2 m/s), Mannheim, 15. Mai 2021
- 400 m: 52,05 s, Regensburg, 20. Juni 2021
- 100 m Hürden: 13,84 s, Heilbronn, 28. Mai 2017
- 400 m Hürden: 54,32 s, München, 17. August 2022
- 4 × 100 m: 45,03 s, Nürnberg, 22. Juli 2018

Leistungsentwicklung
| Jahr | 400 m Hürden |
| ---- | ------------ |
| 2018 | 58,73 s      |
| 2019 | 55,64 s      |
| 2020 | 55,90 s      |
| 2021 | 54,72 s      |
| 2022 | 54,32 s      |

## Erfolge
National
- 2013: 8. Platz Deutsche U20-Hallenmeisterschaften (60 m Hürden)
- 2014: 5. Platz Deutsche U20-Hallenmeisterschaften (60 m Hürden)
- 2016: 6. Platz Deutsche U23-Meisterschaften (100 m Hürden)
- 2018: 2. Platz Deutsche Hochschulvizehallenmeisterin (60 m Hürden und 200 m)
- 2018: 6. Platz Deutsche Hallenmeisterschaften (200 m)
- 2018: 14. Platz Deutsche Hallenmeisterschaften (60 m Hürden)
- 2018: 2. Platz Deutsche Hochschulvizemeisterin (400 m)
- 2018: 3. Platz Deutsche Meisterschaften (400 m Hürden)
- 2019: 6. Platz Deutsche Hallenmeisterschaften (400 m)
- 2019: 3. Platz Deutsche Hochschulmeisterschaften (400 m Hürden)
- 2019: Deutsche Meisterin (400 m Hürden)
- 2020: Deutsche Meisterin (400 m Hürden)
- 2021: Deutsche Meisterin (400 m Hürden)
- 2022: Deutsche Meisterin (400 m Hürden)
- 2023: Deutsche Meisterin (400 m Hürden)

International
- 2019: Halbfinale Weltmeisterschaften (400 m Hürden)
- 2022: 8. Platz Europameisterschaften (400 m Hürden)
- 2023: 1. Platz Europaspiele/Team-Europameisterschaft (400 m Hürden, Einzel)